# 圣伊尼德韦尔
圣伊尼德韦尔（法語：Saint-Igny-de-Vers，法語發音：[sɛ̃t‿iɲi də vɛʁ]）是法国罗讷省的一个市镇，属于索恩河畔自由城区。

## 地理
圣伊尼德韦尔（46°14'26"N, 4°26'10"E）面积27.35 平方千米，位于法国奥弗涅-罗讷-阿尔卑斯大区罗讷省，该省份为法国中东部省份，北起顺时针与索恩-卢瓦尔省、安省、里昂大都会、伊泽尔省和卢瓦尔省接壤。
与圣伊尼德韦尔接壤的市镇（或旧市镇、城区）包括：艾格佩斯、普罗皮耶尔、聖博內德布呂耶爾、圣拉绍、德格罗讷。

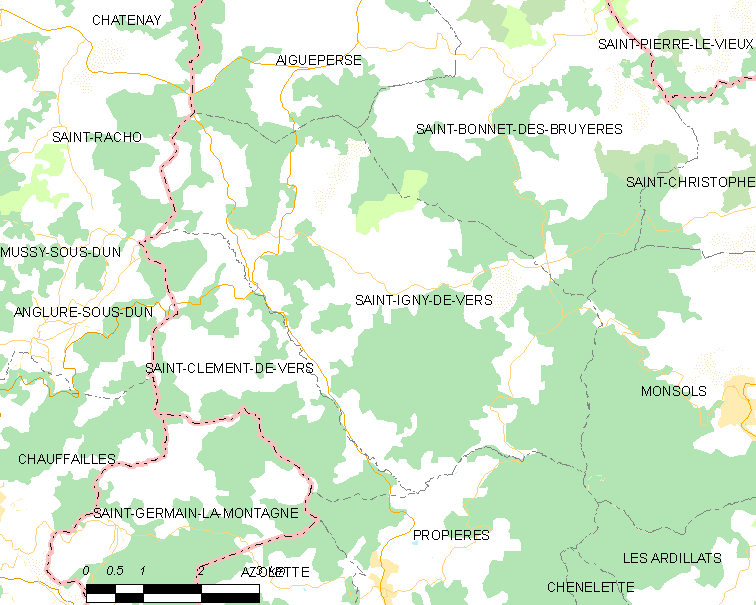
圣伊尼德韦尔的OSM定位图

圣伊尼德韦尔的时区为UTC+01:00、UTC+02:00（夏令时）。

## 行政
圣伊尼德韦尔的邮政编码为69790，INSEE市镇编码为69209。

## 政治
圣伊尼德韦尔所属的省级选区为蒂济莱布尔县。

## 人口

1962-2008年间圣伊尼德韦尔人口变化图示

圣伊尼德韦尔于2022年1月1日时的人口数量为581人。